# Acer monspessulanum
L'acero minore (Acer monspessulanum L., 1753), noto anche come acero trilobo, cestuccio, acero spino, acero di Montpellier, è una specie diffusa nelle aree submontane dei Paesi del Mediterraneo.

## Descrizione
Il portamento è quello di un arbusto o di un alberello di dimensioni modeste. Raggiunge in genere i 5-6 metri, meno frequentemente può arrivare a poco più di 10 metri d'altezza. Il fusto ha una corteccia bruna e la chioma è tondeggiante.
Le foglie sono opposte e semplici, con lamina trilobata lunga 4–6 cm e margine intero, di consistenza coriacea, pubescenti sulla pagina inferiore.
I fiori sono piccoli e giallastri, riuniti in corimbi ascellari, pendenti in piena fioritura. Sono visitati dalle api per il polline ed il nettare.
Il frutto è una disamara con ali poco divaricate, quasi parallele.

## Distribuzione e habitat
L'acero minore è una specie tipicamente mediterranea, termomesofila, resistente alla siccità. Vegeta nei boschi termomesofili di latifoglie.
Il suo areale di vegetazione comprende l'Europa meridionale, il Nordafrica e l'Asia occidentale.  In Italia vegeta prevalentemente nella sottozona calda del Castanetum in tutta la penisola, nelle isole, in Liguria. Nell'Italia settentrionale è presente solo nei versanti meridionali della fascia pedemontana in Lombardia e Veneto, oltre che nella fascia appenninica dell’Emilia-Romagna. Nelle aree più calde è una specie presente nelle stazioni più fresche, tipicamente associato alla roverella nella foresta mediterranea decidua. Sporadicamente può trovarsi come essenza minore nella foresta mediterranea sempreverde.